# Oxalis pseudohirta
Oxalis pseudohirta är en harsyreväxtart som beskrevs av Salter. Oxalis pseudohirta ingår i släktet oxalisar, och familjen harsyreväxter. Inga underarter finns listade i Catalogue of Life.